# 南から南から
南から南から（みなみからみなみから）は、1942年（昭和17年）12月20日コロムビアレコードから発売された流行歌。旧レコード番号100596。三原純子最大のヒット曲となった。

## 概要
作詞藤浦洸、作曲加賀谷信、編曲高木東六。
作曲の加賀谷信は歌手志村道夫の兄で東京日日新聞の社員。塙六郎という名でレコードの吹き込みも行っていた。
加賀谷は、弟である志村道夫がコロムビアに在籍していたよしみで、コロムビア文芸部長に乞われ入社していた。
歌ったのは、この頃コロムビアに移籍していた三原純子。三原がこの曲を歌うことが決まったのは、作曲加賀谷の友人であった楠木繁夫の推薦で決定した。
さらに、編曲も楠木の昔馴染みである高木東六となった。
戦後、戦時色のあった内容を改変し再発売された。ちなみに、この戦後版は仁木他喜雄が編曲している。高峰三枝子の『南の花嫁さん』とのカップリングで1947年11月7日に発売された。